# Modell des systemischen Gleichgewichts

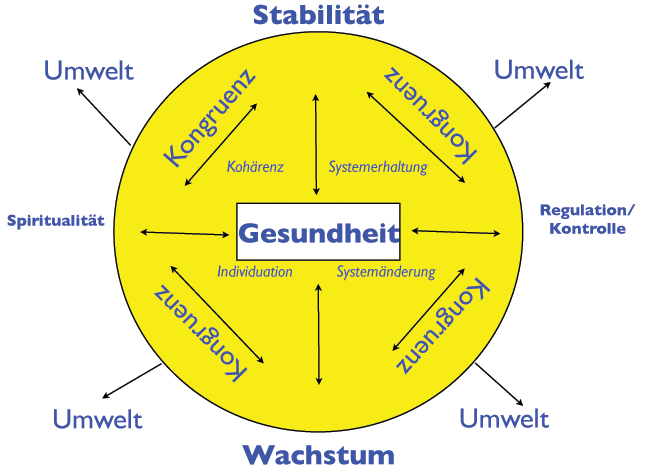
Schema des Friedemann-Modells

Das Modell des systemischen Gleichgewichts ist ein konzeptuelles Pflegemodell das auf der Theorie des systemischen Gleichgewichts von Marie-Luise Friedemann beruht. Erste Artikel dazu erschienen 1989, ehe die englischsprachige Theorie 1995 publiziert wurde. Ein Jahr später veröffentlichte Friedemann ein deutschsprachiges Buch, das auf europäischer Literatur basierte. Hierin wird die Theorie vorgestellt und durch Beispiele aus der Pflege ergänzt.
Das Modell, das auch Grundlage der Familien- und umweltbezogenen Pflege ist, basiert auf einem systemischen Ansatz, abgeleitet von der Systemtheorie von Norbert Wiener, Talcot Parson und Ludwig von Bertalanffy. Friedemann weist auch auf die Familientherapie und Carl Gustav Jung als Wurzeln ihrer Theorie hin. Wie alle konzeptuellen Pflegemodelle orientiert sich auch Friedemanns Modell an den Metaparadigmen Umwelt, Mensch, Gesundheit und Pflege, jedoch kommt bei diesem Modell noch die Familie und die Familiengesundheit dazu. Hierdurch wird betont, welche Bedeutung die Familie für die Pflege hat.
In dieser Theorie wird die Pflege gleichgesetzt mit der Pflege der systemischen Einheit Mensch, Familie und Umwelt und ist eine Dienstleistung auf den verschiedenen Systemebenen. Sie schließt die Familie und die Umwelt bei der Pflege des Einzelnen mit ein. Dabei soll dem System das Streben nach Kongruenz ermöglicht werden und unterstützt werden. Dabei wird die Pflege verhandelt und nicht von oben herab entschieden. Die Vernetzung der Familienmitglieder sorgt dafür, dass durch die Pflege die Gesundheit der ganzen Familie gefördert wird.